# Marcel Dassault
Marcel Dassault, właśc. Marcel Bloch (ur. 22 stycznia 1892 w Paryżu, zm. 17 kwietnia 1986 w Neuilly-sur-Seine) – francuski konstruktor lotniczy, założyciel wytwórni lotniczych Bloch i  Dassault Aviation.

## Życiorys
Urodził się w stolicy Francji w rodzinie Żydów francuskich jako syn lekarza. Lotnictwem zaczął zajmować się w 1912. Studiował na politechnice ESIEE Paris i Wyższej Szkole Lotniczej aerodynamikę. Otrzymał dyplom inżyniera. Podczas I wojny światowej w 1916 opracował śmigło typu „Éclair”, używane później w samolotach francuskich i ocenione jako jedno z najlepszych. Bloch współpracował wówczas z Henrim Potezem, tworząc następnie razem spółkę Société d’Etudes Aéronautiques (SEA). Zawieszenie broni w 1918 przerwało działalność spółki i rozwój własnych projektów samolotów, a Marcel Bloch wycofał się z działalności konstruktorskiej i zajął handlem nieruchomościami.
W 1928, po utworzeniu Ministerstwa Lotnictwa, Bloch wznowił działalność konstruktorską, tworząc przedsiębiorstwo Société des Avions Marcel Bloch (SAMB). Projekty firmy Blocha oznaczane były jego inicjałami MB. Pierwsze samoloty, które odniosły sukces i zostały zamówione, to lekki samolot sanitarny MB.80 i trzysilnikowy samolot transportowy MB.120 z 1931. Rozwijając swoje przedsiębiorstwo, wykupił w połowie lat 30. część mniejszych producentów, stając się w 1935 drugim co do wielkości producentem samolotów we Francji.
Po objęciu władzy przez Front Ludowy w 1936, przedsiębiorstwo Blocha SAMB zostało w styczniu 1937 znacjonalizowane i weszło w skład nowo powstałego koncernu państwowego SNCASO (Société nationale de constructions aéronautiques du Sud-Ouest), którego jednakże Bloch został dyrektorem. Założył on wówczas także nową własną spółkę akcyjną Société Anonyme des Avions Marcel Bloch (SAAMB), zajmującą się pracami badawczo-rozwojowymi. Pod koniec lat 30. koncern zintensyfikował wyposażanie lotnictwa francuskiego w nowoczesne samoloty, produkując m.in. myśliwce MB.152.
Po klęsce Francji w 1940 francuski przemysł lotniczy został przejęty przez Niemców. Bloch został aresztowany przez rząd Vichy 5 października 1940, jako „niebezpieczny dla porządku publicznego”. Mimo zainteresowania Niemców jego projektami, odmówił kolaboracji z okupantami. W 1944 został wywieziony do obozu koncentracyjnego w Buchenwaldzie, odmawiając jednak nadal kolaboracji (m.in. objęcia stanowiska dyrektora fabryki Focke-Wulf w Hanowerze). Został uwolniony po wyzwoleniu obozu 11 kwietnia 1945.
Od razu po zakończeniu wojny powrócił do przemysłu lotniczego i swojej spółki SAAMB, zreorganizowanej w listopadzie 1945 w spółkę z o.o. Société des Avions Marcel Bloch (SAMB). W 1949 Marcel Bloch zmienił nazwisko na Dassault – był to pseudonim jego brata Paula (1882-1969), generała, używany przez niego w ruchu oporu podczas wojny.
Przedsiębiorstwo Marcel Bloch zmieniło firmę na Société des Avions Marcel Dassault już 20 stycznia 1947. Pierwszym powojennym projektem, który ustawił przedsiębiorstwo Dassaulta na czele francuskich koncernów lotniczych, był myśliwiec odrzutowy Dassault MD 450 Ouragan z 1949. Najbardziej znanymi samolotami koncernu stała się zaś długa seria myśliwców Mirage. W 1971 przedsiębiorstwo połączyło się z przedsiębiorstwem Breguet Aviation, tworząc koncern Avions Marcel Dassault-Breguet Aviation (AMD-BA).
Marcel Dassault zmarł 17 kwietnia 1986 w Neuilly-sur-Seine, do końca piastując stanowisko prezesa koncernu, zastąpiony przez syna Serge’a Dassault. Za swoje zasługi Marcel Dassault został odznaczony najwyższym francuskim odznaczeniem, Krzyżem Wielkim Legii Honorowej. Pochowany w Paryżu na cmentarzu Passy.